# 菲米桑施奈德山

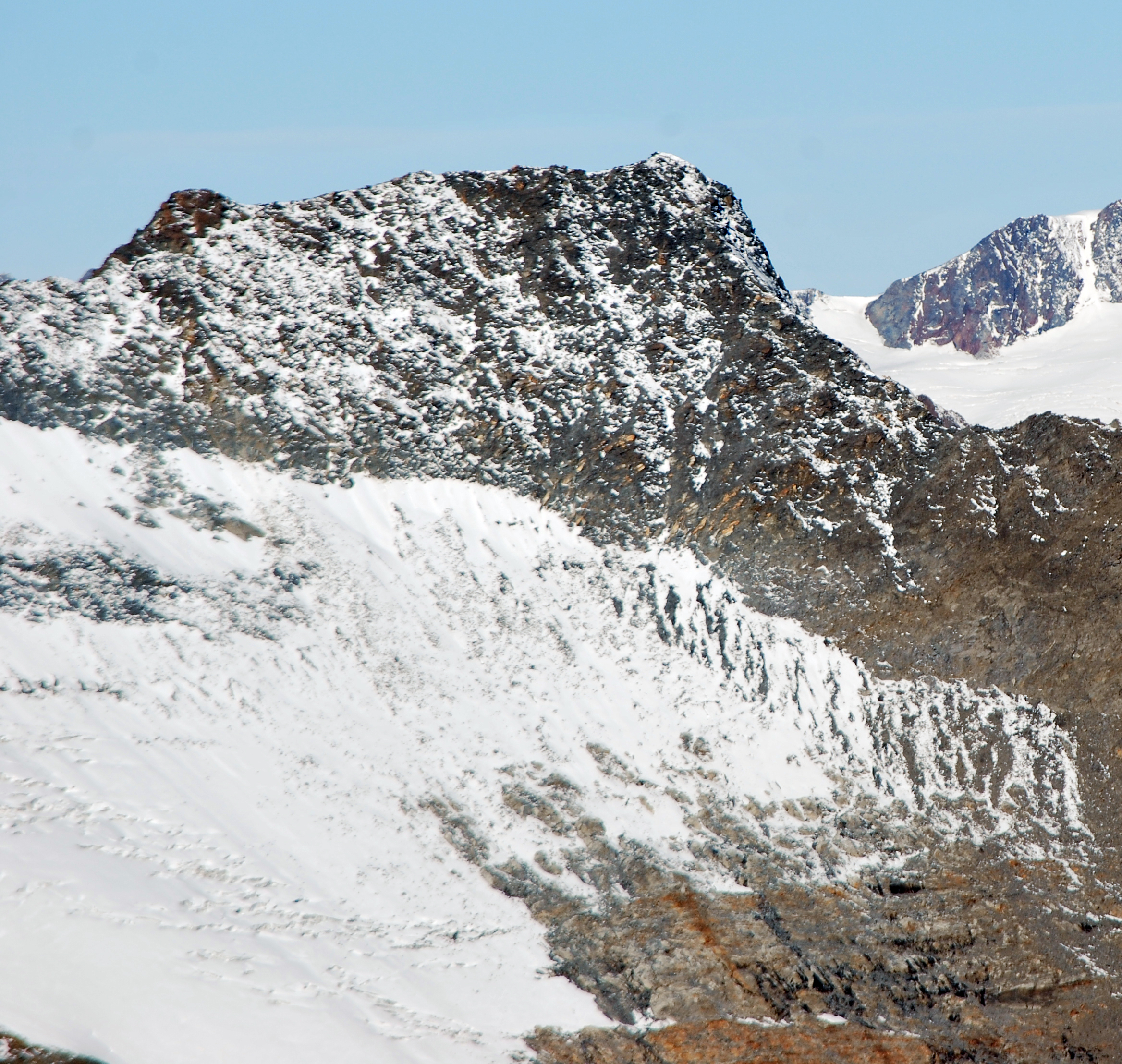

46°49′11″N 10°57′12″E / 46.81972°N 10.95333°E
菲米桑施奈德山（德語：Firmisanschneide），是奧地利的山峰，位於該國西部，由蒂羅爾州負責管轄，屬於奧茨塔爾阿爾卑斯山脈的一部分，距離沙爾夫科格爾山2公里，海拔高度3,490米，人類在1870年首次登頂。